# Moravskoslezský Kočov
Moravskoslezský Kočov (niem. Mährisch u. Schlesisch Kotzendorf) – gmina w Czechach, w powiecie Bruntál, w kraju morawsko-śląskim. Według danych z dnia 1 stycznia 2012 liczyła 535 mieszkańców.
Dzieli się na dwie części:
- Moravský Kočov
- Slezský Kočov